# Децем
Децем (њем. Detzem) општина је у њемачкој савезној држави Рајна-Палатинат. Једно је од 103 општинска средишта округа Трир-Сарбург. Према процјени из 2010. у општини је живјело 562 становника. Посједује регионалну шифру (AGS) 7235015.

## Географски и демографски подаци
Децем се налази у савезној држави Рајна-Палатинат у округу Трир-Сарбург. Општина се налази на надморској висини од 125 метара. Површина општине износи 5,6 km². У самом мјесту је, према процјени из 2010. године, живјело 562 становника. Просјечна густина становништва износи 101 становника/km².